# Devecsery László
Devecsery László (Vasszilvágy, 1949. november 24. –) József Attila-díjas magyar író, költő, rendező, tanár.

## Életpályája
Devecsery László és Györög Ilona gyermekeként született. 1974-ben végzett a Szombathelyi Tanítóképző Intézetben könyvtár-népművelés szakon. 
1974–1978 között Téten a Kisfaludy Művelődési Ház igazgatója volt. 1975–1977 között magyar szakos diplomát szerzett a Berzsenyi Dániel Főiskola diákjaként. 1978–1981 között a Szombathelyi Berzsenyi Dániel Megyei Könyvtárban módszertani könyvtárosként dolgozott. 
1981–1984: rendezői szak, Bp.; 1981–1987 között a Joskar-Ola Lakótelepi Általános Iskola tanára, valamint a Buratino Gyermekszínház rendezője volt. 1987–1997 között a Kőszegi Jurisich Miklós Kísérleti Gimnáziumban oktatott. 1997-től 2009-ig a Szombathelyi Szent-Györgyi Albert Középiskolában drámapedagógiát és magyart tanított. 
2000-ben elvégezte az ELTE BTK magyar szakát. 2009 óta szabadúszó.

## Magánélete
Első házasságából született gyermekei: Noémi (1976), Andrea (1978).
Unokái: András, Kata, Kamilla, illetve: Soma, Huba

## Művei
- Zarándokút (versek, 1989)
- Karácsony kopogtat (versek, 1990)
- Szalmaország csodái (foglalkoztató könyv, 1990)
- A kék pék (verses mese, 1991)
- Holdének (versek, 1993)
- Ünnepi ötletek (foglalkoztató könyv, 1995)
- "Mesélő" irodalmi kislexikon (1998)
- Hárman egy szoknyában (színpadi játékok, 1999)
- Ötlettár (foglalkoztató könyv, 1999)
- Napóraidő (versek, 1999)
- Felnőttmesék (Ladislav de Secret álnéven, 1999)
- Elemezzünk együtt! (mondattani elemzések, 2000)
- Ünnepelő (versek, mesék, ünnepek, 2000)
- A kék pék meséi (verses mesék, 2003)
- A két kis pék kalandjai (színpadi játékok, 2003)
- Az elfűrészelt feleség (felnőttmesék, 2003)
- Egérbolygó (verses mesék, 2003)
- Betlehemi éjben (versek a télről és a karácsonyról, 2003)
- Szia, szia, jó napot! (gyermekversek, 2005)
- Ünnepi mintakönyv (egy kis kultúrtörténet, 2005)
- Mesék a mellényzsebemből (mesék, versek, 2007)
- Időörvény (versek, 2007)
- Kisbuksi az óvodában (2008)
- Kisbuksi testvérkét kap (2008)
- Gomb Gabi kalandjai (mesés, játékos szövegértés, 2008)
- Albioni állatságok (2008)
- Időmalom (versek, 2009)
- Egér-évkerülő (versnaptár, 2011)
- Számvarázs (2011)
- Állat-tárlat; Erdő-kerülő (2012)
- Dalol az esztendő (2012)
- Kisbuksi iskolába megy (2012)
- Állat-tárlat; Sivatagok és szavannák (2013)
- Egérapó meséi: A csodabolygó (2013)
- Ügyeskedő (Foglalkoztató könyv, 2013) (2. kiadás, 2014)
- Egérapó meséi: Mire táncol az egér? (2014)
- Egér-Eldorádó (Verses, mesés könyv, magyar és horvát nyelven. Őszi Zoltán illusztrációival, 2014)
- Egérapó meséi: Macskakukk, a névnapi meglepetés (2015)
- Donászy Magda (Híres szombathelyi nők sorozat, 13., 2015)
- Hóha, hó! Nincsen hó! (2015)
- A jövőlátó madár (Mesék és alsóőri regék, 2015)
- Kanadai kalandok Bársonykával (Rendhagyó útikönyv, 2015)
- Márton meséi (Történetek Szent Mártonról, 2016)
- A Manóvár lakói (Mesekönyv, magyar és horvát nyelven; 2017)
- Mesehősök karácsonya (Mesekönyv, 2017)
- Holdárnyék. Időtlenül; (Croatica, Bp., 2018)
- Holdárnyék (2. kiad. 2019)
- Hármas könyv (Falatka kalandjai; Marcipán apó meséi; Versmesélő, 2019)
- Őrvidék-járó (Versek és mesék; UMIZ, Alsóőr, Ausztria, 2021)
- Szó-varázs-ló (Versek és mesék,, Corvin Kiadó, Déva; 2021)
- Fényidő (Versek, bolygók, égi fények) Farkasréti György fotóival. (Croatica, Bp. 2022)
- Pék-játék (Köves könyv) Verses mesék, Kővarázsló: T. Müller Mária. (2022)
- Devecsery László–Lovass Adél–Lutter Imre: Triangulum. Versek három hangon; Szülőföld, Gencsapáti, 2022
- A kék pék (verses mesék, magyar, német, horvát és roma nyelven; UMIZ, Alsóőr, Ausztria, 2023)
- Marcipán apó (verses mesék, magyar, német, horvát és roma nyelven; UMIZ, Alsóőr, Ausztria, 2023)
- Időcsóva; Cédrus Művészeti Alapítvány, Bp., 2024

## Színházi munkái
- Schwajda: Nincs többé iskola – versek: Devecsery László; rendező: Kiss József, zeneszerző: Novák János, Petőfi Színház, Veszprém
- Az aranyoroszlán titka – társszerző Kiss József rendezővel, zeneszerző: Szabad György Thália Színház, Kassa
- Weber: Abu Hasszán (Magyar változat: Devecsery László)
- Négyen – irodalmi est, közreműködők: Jordán Tamás, Csonka Szilvia, Péter Kata, Devecsery László. Weöres Sándor Színház, Szombathely
- Devecsery60 – verses, zenés irodalmi est, közreműködők: Jordán Tamás, Kiss Mari, Trokán Péter, Bálint Éva, Szabó Tibor, Kelemen Zoltán, Tarisznyások Együttes (Kiss Attila, Molnár András, Pados Zsolt), Weöres Sándor Színház, Szombathely
- Varázskendő – Egérbolygó, interaktív gyermekszínházi előadás. Szereplők: Unger Tünde és Szabó Róbert Endre. Weöres Sándor Színház, Szombathely, író, rendező
- Reményringató – verses, zenés irodalmi est a 60 éves Balogh József költő tiszteletére. közreműködők: Jordán Tamás, Bálint Éva, Bognár Alexandra, Szabó Tibor, Devecsery László, Tarisznyások Együttes. Weöres Sándor Színház, Szombathely, szerkesztő, rendező
- Karácsonyi harangok – verses, zenés karácsonyköszöntő. közreműködők: Jordán Tamás, Németh Judit, Bognár Alexandra, Lévai Tímea, Devecsery László. Weöres Sándor Színház, Szombathely.
- Lángvirágok – emlékműsor Balogh József költő tiszteletére

Az emlékműsorban a társulat tagjain kívül fellép Fölnagy Csaba énekmondó és a Tarisznyások Együttes (Kiss Attila, Molnár András, Pados Zsolt). Közreműködik: Alberti Zsófi, Bognár Alexandra, Devecsery László, Endrődy Krisztián, Jordán Tamás, Kelemen Zoltán, Lévai Tímea, Németh Judit, Poppre Ádám, Szabó Tibor, Trokán Péter. Weöres Sándor Színház, Szombathely, szerkesztő, rendező
- A kék pék, interaktív gyermekszínházi előadás. Szereplők: Kalács Kázmér: Budai Dávid; Kiflicske, a felesége: Korponay Zsófi. Weöres Sándor Színház, Szombathely; író, rendező
- A kék pék CD, a színházi előadás dalai; zeneszerző: Szerémi Zoltán
- Varázskendő – túl az ÓPERENCIÁN, gyermekműsor; kanadai országos turné: Vancouver, Toronto, Cambridge, Kitchener, Guelf, Ottawa
- Jókai Mór: Melyiket a kilenc közül? Ottawa, rendező
- Óceántól óceánig – irodalmi est; Toronto, előadó
- A kék pék, interaktív gyermekszínházi előadás. Szereplők: Kalács Kázmér: Kenderes Csaba e. h., Kiflicske, a felesége: Hartai Petra e. h. Weöres Sándor Színház, Szombathely; író, rendező
- Varázskendő, interaktív gyermekszínházi előadás. Szereplők: Robi: Horváth Gábor, Tünde: Jankovics Anna, Móric: Ónodi Gábor, rendező: Jankovics Anna. Szolnoki Szigligeti Színház, szerző
- A kék pék, gyermekszínházi előadás. Szereplők: Kalács Kázmér: Gulácsi Tamás, Kiflicske, a felesége: Jenei Judit. Rendező: Tucker András. Móricz Zsigmond Színház, Nyíregyháza. szerző
- A kód, a Nemzeti Művelődési Intézet és a Magyar Teátrumi Társaság pajtaszínházi projektje keretei között, az Irány Surány Színtársulat előadásában. Devecsery László, Szabó Brigitta, Varga-Bodó Anita tollából. Bemutató Vassurányban, 2018. december 16-án; előadás 2019. január 27-én a Nemzeti Színház nagyszínpadán. Szereplő, rendező
- Triangulum: versjáték Devecsery László, Lovass Adél, Lutter Imre verseiből. 2022. november 6. Győri Nemzeti Színház. Devecsery László, Lovass Adél, Varga-Bodó Anita előadásában
- Fénylakók: felolvasó versszínház a Győri Nemzeti Színházban. Rendhagyó padlásszínházi előadás 2022. december 8-án Bakos-Kiss Gábor, Lutter Imre és Varga-Bodó Anita szereplésével. Szerkesztő, rendező
- Karácsony kopogtat: adventi versszínház a Győri Nemzeti Színházban. 2023. december 3.-december 23.Ladács Fanni, Gyulai Marcell, Gyimesi Ádám, Buvári Lilla, Rajnai Péter Lázár, Kelemen Márk, Szentiványi Nikolett, Maczky-Kő Bálint, Gyöngyössy Csenge, Földi Csenge, Kovács Anna Boglárka, Kalivoda Imre Bálint és Varga-Bodó Anita előadásában. Szerkesztő, rendező
- Görgey Gábor-Komlós János-Devecsery László: Európa expressz. A Magyar Teátrumi Társaság és a Nemzeti Művelődési Intézet pajtaszínházi projektje keretei között Budapesten a Nemzeti Színházban a Kalliopé Kistérségi Színházi Társulás előadásában. Szereplők: Biczók Katalin, Németh Zsolt László, Mihácsi Veronika, Szuper Ildikó, Virág János, Kriston Zille, dr. Jónás Zsigmond, Pados Katalin, Devecsery László. A rendező munkatársa: Fuchs Erika, Mándli Stella, Virág Zsuzsa. Rendező: Devecsery László

## Díjai, elismerései
- Tinódi-díj (1968)
- Kiemelkedő Kulturális Munkáért-díj; II. fokozat
- József Attila-díj (2019)
- Vasszilvágy díszpolgára (2019)
- Radnóti életmű-díj (2024)